# Chromacris icterus
Chromacris icterus är en insektsart som först beskrevs av Francois Jules Pictet de la Rive och Henri Saussure 1887.  Chromacris icterus ingår i släktet Chromacris och familjen Romaleidae. Inga underarter finns listade i Catalogue of Life.